# Chlorota meridionalis
Chlorota meridionalis är en skalbaggsart som beskrevs av Ohaus 1912. Chlorota meridionalis ingår i släktet Chlorota och familjen Rutelidae. Inga underarter finns listade i Catalogue of Life.